# Bogdan Lobonț
Bogdan Ionuț Lobonț (Hunedoara, 18 de janeiro de 1978) é um ex-futebolista romeno. Jogava na função de goleiro.

## Carreira
Lobonț foi revelado pelo Corvinul Hunedoara, em 1995. Se transferiu em 1997 para o Rapid Bucarești, onde conseguiu reconhecimento. Foi então contratado pelo Ajax, da Holanda, em 2000. Todavia, sua inexperiência e as contínuas lesões somente lhe permitiram um jogo na temporada 2000-01, e então é mandado de volta a Bucareste por empréstimo, para o Dinamo. Após uma temporada, retorna ao Ajax, onde finalmente consegue o posto de titular. Mesmo freqüentemente lutando contra lesões, consegue boas apresentações na Série A Holandesa e na Liga dos Campeões.
Em janeiro de 2006, Lobonț é cedido à Fiorentina, que buscava um goleiro para substituir Sébastien Frey, gravemente contundido no curso da temporada, e Lobonț foi escolhido como opção. Na temporada 2006-07 tem muitas dificuldades em encontrar um lugar entre os titulares, graças à forte concorrência com Frey e Lupatelli, e em janeiro de 2007 acaba sendo cedido em definitivo ao Dinamo București.
Foi cedido por empréstimo a Roma, para a disputa da temporada 2009-10. No clube estendeu seu contrato duas vezes, mesmo não jogando uma partida oficial desde 2014. No final da temporada 2017-2018, Lobont encerrou sua carreira profissional.
Na Seleção Romena, teve uma longa passagem de 1998 até 2013, onde disputou as Euros de 2000, onde a equipe foi eliminada nas quartas-de-final pela Itália, e 2008, onte terminou na primeira fase.

## Títulos
Rapid București
- Campeonato Romeno: 1998–99
- Copa da Romênia: 1997–98
- Supercopa da Romênia: 1998–99

 Dinamo București
- Campeonato Romeno: 2001–02, 2006–07

 Ajax
- Campeonato Holandês: 2003–04